# ヴァルカモニカの岩絵群
ヴァルカモニカの岩絵群（ヴァルカモニカのいわえぐん）は、イタリア北部のアルプスの山麓にある世界遺産登録物件。イタリア初の世界遺産登録を果たしたものである。

## 概要
ヴァルカモニカ（Valcamonica, カモニカ渓谷）は、アルプスの山麓のオーリオ川（Oglio）沿いに約70 kmに続いている渓谷である。この渓谷の岩に、約1万年前に彫られたと推定されているものから、ローマ帝国時代のアルファベットの彫られた岩まで約8000年間に渡る線刻画が残っている。
彫られている線刻画の数は約14万点におよぶ。テーマは、農耕、航海、戦争から紀元前1500年頃の集落の地図など多岐に渡り当時の生活を知る貴重な資料になっている。

## 登録基準
この世界遺産は世界遺産登録基準のうち、以下の条件を満たし、登録された（以下の基準は世界遺産センター公表の登録基準からの翻訳、引用である）。
- (3) 現存するまたは消滅した文化的伝統または文明の、唯一のまたは少なくとも稀な証拠。
- (6) 顕著で普遍的な意義を有する出来事、現存する伝統、思想、信仰または芸術的、文学的作品と直接にまたは明白に関連するもの（この基準は他の基準と組み合わせて用いるのが望ましいと世界遺産委員会は考えている）。

## 公園岩の芸術
| N° | 名前                                                             | 市町村                                 | 座標                                                              | 岩 |
| -- | ---------------------------------------------------------------- | -------------------------------------- | ----------------------------------------------------------------- | -- |
| 1. | Parco nazionale delle incisioni rupestri di Naquane              | カーポ・ディ・ポンテ                   | 北緯46度01分32秒 東経10度20分57秒 / 北緯46.02556度 東経10.34917度 |    |
| 2. | Parco archeologico nazionale dei Massi di Cemmo                  | カーポ・ディ・ポンテ                   | 北緯46度01分52秒 東経10度20分20秒 / 北緯46.03111度 東経10.33889度 |    |
| 3. | Parco archeologico comunale di Seradina-Bedolina                 | カーポ・ディ・ポンテ                   | 北緯46度02分00秒 東経10度20分29秒 / 北緯46.03333度 東経10.34139度 |    |
| 4. | Parco archeologico di Asinino-Anvòia                             | オッシモ                               | 北緯45度57分19秒 東経10度14分47秒 / 北緯45.95528度 東経10.24639度 |    |
| 5. | Parco comunale delle incisioni rupestri di Luine                 | ダルフォ・ボアーリオ・テルメ           | 北緯45度53分20秒 東経10度10分46秒 / 北緯45.88889度 東経10.17944度 |    |
| 6. | Parco comunale archeologico e minerario di Sellero               | セッレロ                               | 北緯46度03分26秒 東経10度20分29秒 / 北緯46.05722度 東経10.34139度 |    |
| 7. | Parco archeologico comunale di Sonico                            | ソーニコ                               | 北緯46度10分7秒 東経10度21分20秒 / 北緯46.16861度 東経10.35556度  |    |
| 8. | Riserva naturale Incisioni rupestri di Ceto, Cimbergo e Paspardo | チェート (Nadro) チンベルゴ パスパルド | 北緯46度01分6秒 東経10度21分10秒 / 北緯46.01833度 東経10.35278度  |    |